# Microstachys hispida
Microstachys hispida är en törelväxtart som först beskrevs av Carl Friedrich Philipp von Martius, och fick sitt nu gällande namn av Rafaël Herman Anna Govaerts. Microstachys hispida ingår i släktet Microstachys och familjen törelväxter. Inga underarter finns listade i Catalogue of Life.